# Se mi vuoi/Insonnia
Se mi vuoi è stato il singolo di punta dell'Album Notte di Cico, pseudonimo di Tony Cicco, batterista e cantante della Formula 3, qui al suo esordio come solista. Il brano, scritto da Carla Vistarini e dallo stesso Cico per l'etichetta discografica CBS, fu prodotto da Gianni Boncompagni e arrangiato da Paolo Ormi, pubblicato nel 1974. Raggiunse la classifica dei Dischi Caldi in cui rimase per molte settimane.
Nel 2024, a cinquanta anni esatti dalla sua uscita, Se mi vuoi è stata campionata totalmente dal rapper americano Daniel Alan Maman detto The Alchemist nel brano Seasons change incluso nell'album The Genuine Articulate pubblicato da Alc Records. A seguito di una vertenza legale internazionale in tema di diritto d'autore, la canzone campionata e cioè Se mi vuoi ha ottenuto il reintegro di paternità degli autori Carla Vistarini e Tony Cicco su Seasons change.

## Tracce
Se mi vuoi (Vistarini, Cicco) Lato A 
Insonnia  (Vistarini, Cicco) Lato B